# Мазуренко, Олег Николаевич
Олег Николаевич Мазуренко (укр. Олег Миколайович Мазуренко; род. 8 ноября 1977, Киев) — украинский футболист, полузащитник.

## Биография
Начал выступать за киевские команды: «Динамо-3», «Динамо-2». После играл за: «Волынь», «Николаев», «Закарпатье-2». Зимой 2002 года перешёл в киевскую «Оболонь». В команде дебютировал 24 марта 2002 года в матче против луцкой «Волыни» (0:1). В команде провёл 80 матчей и забил 10 голов. В зимние межсезонье 2005 года перешёл в мариупольский «Мариуполь». Летом 2008 года перешёл в черниговскую «Десну». В январе 2009 года побывал на просмотре в одесском «Черноморце» и уже в первой тренировке получил травму, в итоге Мазуренко «морякам» не подошёл. Позже перешёл в киевскую «Оболонь» в которой уже играл. В сезоне 2008/09 помог «пивоварам» выйти в Премьер-лигу.

## Тренерская карьера
С 2013 года работает в тренерском штабе команды «Оболонь-Бровар». В августе 2020 года назначен спортивным директором клуба

## Достижения
- Победитель Первой лиги Украины: 2007/08
- Серебряный призёр Первой лиги Украины: 2008/09